# Estación Pampa Mayo
Pampa Mayo es una estación de ferrocarril del Ferrocarril General Belgrano, ubicada en el paraje homónimo, Departamento Banda, Provincia de Santiago del Estero, Argentina.

## Servicios
No presta servicios de pasajeros ni de cargas. Sus vías e instalaciones están a cargo de la empresa estatal Trenes Argentinos Cargas.